# 성난 얼굴로 돌아보라 (1959년 영화)
성난 얼굴로 돌아보라(Look Back In Anger)는 영국에서 제작된 토니 리처드슨 감독의 1959년 드라마 영화이다. 리차드 버튼 등이 주연으로 출연하였고 해리 샐츠먼 등이 제작에 참여하였다.

## 출연

### 주연
- 리차드 버튼
- 클레어 블룸

### 조연
- 마리 우레
- 에디스 에반스
- 게리 레이몬드
- 글렌 바이암 쇼
- 필립스 네일슨-테리
- 도널드 플레젠스
- 제인 에클스
- S.P. 카푸르
- 조지 드바인
- 월터 허드
- 앤 딕킨슨
- 존 디어스
- 나이젤 대번포트
- 알프레드 린치
- 토크 타운리
- 버니스 스완슨
- 마이클 밸포
- 크리스 바버
- 조던 로렌스
- 모린 스완슨
- 스탠리 반 비어스

## 제작진
- 원작자: 존 오스본
- 의상: 조셀린 릭카즈
- 배역: 로버트 레너드